# Fabian Rieder
Fabian Rieder (Koppigen, 16 de fevereiro de 2002) é um jogador de futebol profissional suíço que atua como meio-campista no Stuttgart, emprestado pelo Rennes, e na Seleção Suíça.

## Carreira
Rieder foi revelado pelo Young Boys. Ele fez sua estreia profissional com a equipe suíça em um empate de 0–0 da Superliga Suíça com o Servette em 17 de outubro de 2020. Ele estreou em uma competição continental com o time na derrota por 2–1 para a Roma na Liga Europa em 22 de outubro de 2020. Ele jogou em todas as seis partidas da fase de grupos da Liga dos Campeões do Young Boys na temporada 2021–22, marcando seu primeiro gol em competições continentais no empate de 1–1 com o Manchester United no Old Trafford.
Em 31 de agosto de 2023, Rieder se transferiu ao clube francês Rennes por uma valor de 15 milhões de euros, assinando um contrato de quatro anos com o clube. Em 24 de junho de 2024, ele assinou um contrato de empréstimo de um ano com o Stuttgart, da Alemanha.

### Carreira internacional
Rieder jogou por todas as seleções de base da Suíça, antes de ser convocado para a seleção principal para a Copa do Mundo de 2022 no Catar. Na Copa do Mundo, ele fez sua estreia em uma vitória por 1–0 sobre Camarões, entrando aos 81 minutos, antes de fazer sua primeira partida como titular na partida seguinte contra o Brasil.
Em 7 de junho de 2024, Rieder foi convocado para a seleção suíça para a Eurocopa de 2024. Ele jogou os quatro minutos finais da partida de abertura da Suíça na copa, entrando no lugar de Dan Ndoye na vitória por 3–1 sobre a Hungria em Colônia.

## Títulos
Young Boys
- Superliga Suíça: 2020–21 e 2022–23
- Copa da Suíça: 2022–23

VfB Stuttgart
- Copa da Alemanha: 2024–25[15]

Prêmios individuais
- Jogador do Ano da Superliga Suíça: 2022[16]
- Time do Ano da Superliga Suíça: 2022–23[17]